# NGC 709
NGC 709 je čočková galaxie v souhvězdí Andromedy. Její zdánlivá jasnost je 14,2m a úhlová velikost 1,0′ × 0,5′. Je vzdálená 166 milionů světelných let, průměr má 45 000 světelných let. Je členem kupy galaxií Abell 262. Galaxii objevil 28. října 1850 Bindon B. Stoney.

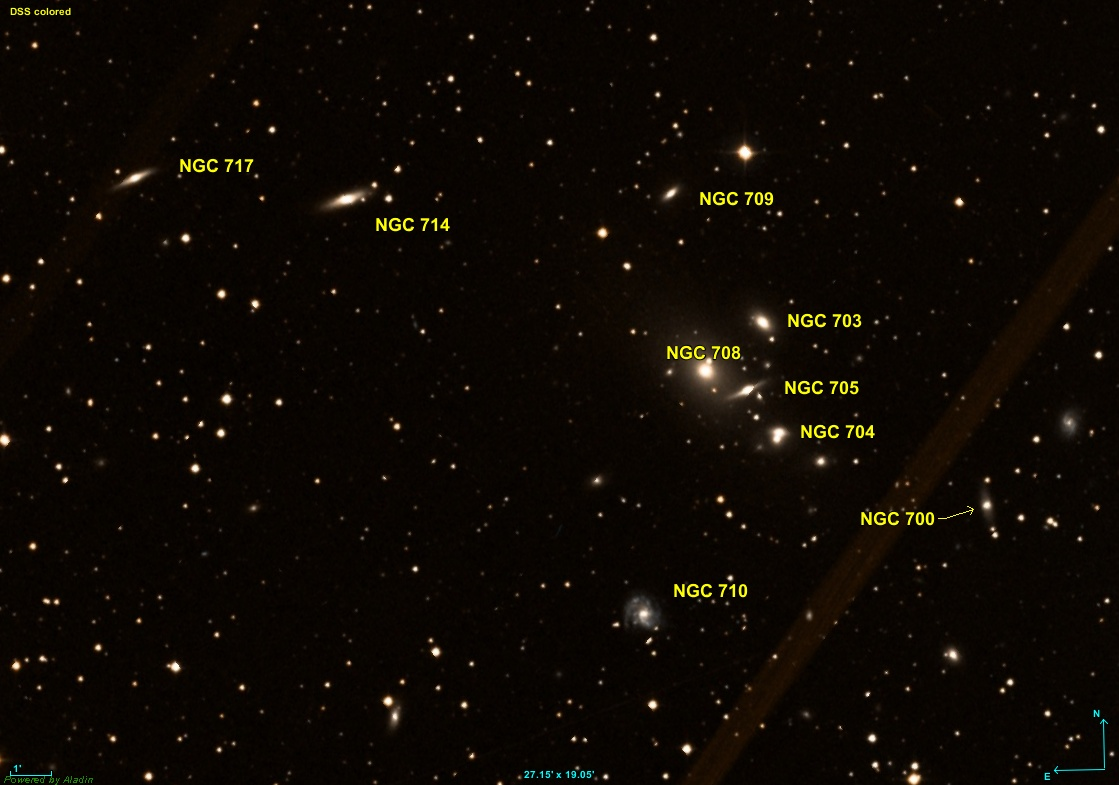
Abell 262